# Gwangijeva dolina
Gwangijeva dolina (eng. The Valley of Gwangi) je američki film fantastike iz 1969. To je jedan od filmova čije je efekte odradio legendarni Ray Harryhausen.

## Filmska ekipa
Režija: Jim O'Connolly
Glume: James Franciscus (Tuck Kirby), Gila Golan (T. J. Breckenridge), Richard Carlson (Connors) i drugi.

## Radnja
Meksiko na pragu 20. stoljeća. T. J. Breckenridge je mlada djevojka koja radi u zabavnom showu nalik na cirkus kojemu ne ide najbolje. Njen bivši dečko, Tuck Kriby, ju nagovara da napusti taj posao, no ona ima jednu novu atrakciju s kojom se nada privuči publiku - malenog konja koji bi zapravo trebao biti već odavno izumrla vrsta i koji potječe od tajnovite zabranjene doline. No cigani smatraju da bi se konj trebao vratiti natrag u dolinu ili će grad zateči prokletstvo. Britanski paleontolog Horace Bromley oslobodi konja te ga slijedi do zabranjene doline u koju uđe s T. J., Tuckom i još nekolicinom kauboja. Tamo naiđu na mjesto živih dinosaura, među kojima je najstrašniji Alosuar kojeg nazovu Gwangi. Njega uspiju zarobiti i odvesti u grad...

## Zanimljivosti
- Willis O'Brien, tvorac specijalnih efekata na filmu King Kong iz 1933., imao je ideju za film o kaubojima i dinosaurima još 1942., no tek je 1969. projekt konačno realiziran ovim filmom.
- "Gwangijeva dolina" objavljena je 2003. na DVD-u u Hrvatskoj zajedno s filmom "The Beast from 20.000 Fathoms".

## Kritka
Od svih filmova na čijim je specijalnim efektima radio slavni Ray Harryhausen, "Gwangijeva dolina" smatra se jednim od najslabijih zbog traljavo obrađene priče koja kao da je ispala iz nekog B-filma, bezvoljne režije i scenarija koji kao da ni ne postoje, dosadnim likovima i nelogičnim situacijama, gdje su efekti proglašeni najboljim dijelom. Ipak, neki su hvalili film zbog zanimljivog pustolovnog ugođaja (scene u kojima kauboji s lasom hvataju dinosaure, borba Alosaura i slona u areni), neobične sinteze westerna i fantastike te nostalgičnog šarma. Tako je kritičar Luke Y. Thompson hvalio film u svojoj recenziji: "Kauboji i dinosauri! Šteta što navijamo za dinosaure, a kauboji pobijede", kao i John Beifuss: "Kako obožavatelj dinosaura svake dobi ne bi volio Gwnagija, u kojem se Allosaur iz naslova u jednoj sceni pojavi u javnosti?" Nezadovoljni Mark Bourne pak je prigovarao: "To puno govori o produkciji i Harryhausenovoj vještini kada shvatimo da Gwangi, glasni dinosaur stvoren uz pomoć modela za marionete, djeluje uvjerljivije nego li živi likovi na platnu".

## Vanjske poveznice
- Gwangijeva dolina u internetskoj bazi filmova IMDb-a
- Stomp Tokyo Video review
- Fan site o filmu
- Rottentomatoes.com